# Vratnica
Vratnica (en macedonio: Вратница) es un pequeño pueblo (o asentamiento) situado al noroeste de Macedonia del Norte, a 22 km de la ciudad de Tetovo y a 5 km de Jazince, el punto fronterizo cruza Kosovo.
Vratnica está en la parte alta de la llanura de Polog , en las estribaciones septentrionales de la Montaña Šar, bajo el pico Ljuboten cuya altura ronda los 2.498m. El pueblo está a unos 720 -750 m s. n. m.

## Historia
Vratnica fue mencionada por vez primera en los libros turcos o documentos que datan del siglo XV. En ellos está registrado que había unas 59 familias viviendo en Vratnica. Hasta el siglo XVIII hubo diferentes clases de movimientos de migración y no está claro lo que fue de ellos y su posición en la Vratnica de aquella época.
El pueblo de Moravce es importante para la historia de Vratnica. Estaba situado al noreste, a unos 800 metros de la actual Vratnica. Debido a la opresión de los turcos otomanos, los habitantes de Moravce se vieron forzados a buscar mejores condiciones de vida. Dirigieron sus pasos hacia el norte, hacia Kosovo y el centro de Serbia, pero los vratnicanos fueron obligados a abandonar dichas regiones. Al fin volvieron y formaron la moderna Vratnica con los que permanecieron en su tierra natal.

## Origen del nombre
Es probable que, proveniente de los movimientos de población mencionados, Vratnica tomó el nombre (regresar/volver = se vraća/се враќа, en español / macedonio). Pero hay otras dos teorías. La primera es sobre que Vratnica tuvo una especie de puerta (vrata - en macedonio) entre Kacanik y el valle de Polog . La otra dice que en el lado oeste de Ljuboten, desde un pico cercano, Vratnica, se ve como un cuello (vrat, shija - Shija Ljubotenska, en macedonio), del cual tomó el nombre.

## Comunidad de Vratnica
La comunidad de Vratnica consta de siete lugares poblados: Belovište, Vratnica, el centro de la comunidad, Staro Selo, Rogacevo, Orašje (Gorno y Dolno) y Jazince. Hay cerca de 3500 ciudadanos viviendo en esta comunidad.